# لا بروژوآ
لا بروژوآ (انگلیسی: La Brugeoise) شرکت صنایع سنگین بلژیکی است، که در سال ۱۹۸۸ تأسیس شد.